# Ladybaby
A The Idol Formerly Known as Ladybaby, korábban Ladybaby (レディベビー; stlizálva LADYBABY) japán idolegyüttes.

## Története
A zenekart 2015 márciusában alapította Kobajasi Cukasza, a Clear Stone kosztümkészítő cég és a Miss iD idol tehetségkutató verseny elnöke, a Clear Stone PR együtteseként. A Ladybaby alapkoncepciója szerint „egy újfajta szórakoztató csoport, mely átlépi a nemzetiséget, a generációt, a nemet és minden korlátot, illetve megörököl, elpusztít és újraformál minden kultúrát.” A zenekar a tiszta énekhangokért felelős két, a 2015-ös Miss iD tehetségkutató versenyen felfedezett junior idolból, Kaneko Riéből és Kuromija Reiből, illetve a hörgésért felelős ausztrál származású Ladybeardből áll, műfajukat tekintve a „kavaii death” (カワイイデス, ’aranyos halál’), azaz a J-popot a death metal hörgéssel vegyítő műfajba sorolják magukat.
Általános producerük a Clear Stone. Hangproducerük a Nacu no mamono fesztivál szervezője, Narita Daicsi (成田大致).
Első koncertjüket 2015. május 31-én a Nacu no mamono Pre-event rendezvényen adták a Shinjuku Rednose koncertteremben, első kislemezük 2015. július 29-én jelent meg Nippon mandzsú címmel. Július 4-én feltöltötték a dal videóklipjét az együttes YouTube-csatornájára, mellyel a nemzetközi sajtó, így a The Huffington Post, a Forbes vagy éppen a magyar Index is foglalkozott, így hét nap alatt több, mint 2,2 milliószor nézték meg azt.
Ladybeard 2016. augusztus 1-jén kilépett az együttesből, melyet The Idol Formerly Known as Ladybaby néven indítottak újra.

## Tagjai

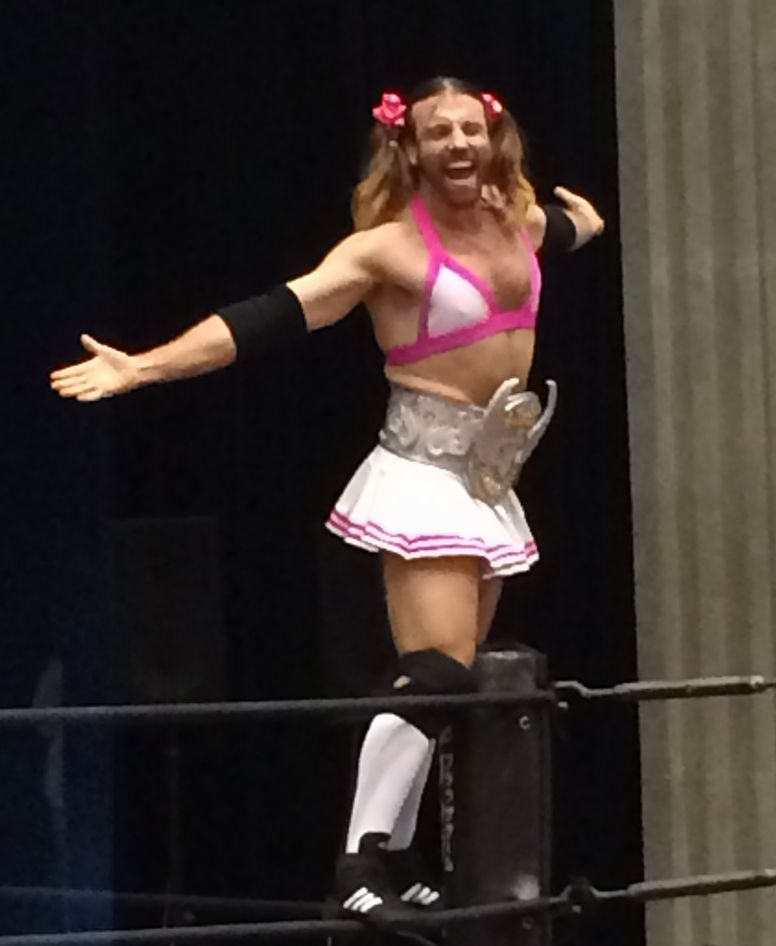
Lady Beard 2014-ben

- Kaneko Rie
- Kuromija Rei

### Támogató tagok
- Mizuno Sizu, a 2015-ös Miss iD döntőse, alkalmanként fellép az együttessel[11]
- Marx (Maru-szama), a kutya[12]
- Mikitii Honmono (Nicho Halo), az együttes koreográfusa, alkalmanként fellép az együttessel

### Korábbi tagok
- Ladybeard

## Diszkográfia

### Kislemezek
- Nippon mandzsú (2015. július 29., Clearstone Records)
- Age age Money (ocsingin daiszakuszen) (2015. december 12. (digitális letöltés) / 2016. január 13. (CD), Clearstone Records)
- Renge Chance! (2016. április 13., Clearstone Records)